# Posoqueria
Posoqueria, rod tropskog drveća iz porodice broćevki, dio potporodice Ixoroideae. Sastoji se od 21 vrste rasprostraqnjene od južnog Meksika i Kube do tropske Južne Amerike.
Rod je opisan u Histoire des Plantes de la Guiane Françoise 1: 133–134, t. 51. 1775.

## Vrste
1. Posoqueria acutifolia Mart.
2. Posoqueria bahiensis Macias & L.S.Kinosh.
3. Posoqueria calantha Barb.Rodr.
4. Posoqueria coriacea M.Martens & Galeotti
5. Posoqueria correana C.M.Taylor
6. Posoqueria costaricensis C.M.Taylor
7. Posoqueria fragrantissima Linden & André
8. Posoqueria grandiflora Standl.
9. Posoqueria grandifructa Hammel & C.M.Taylor
10. Posoqueria laevis C.M.Taylor
11. Posoqueria latifolia (Rudge) Schult.
12. Posoqueria laurifolia Mart.
13. Posoqueria longifilamentosa C.M.Taylor
14. Posoqueria longiflora Aubl.
15. Posoqueria palustris Mart.
16. Posoqueria platysiphonia Rusby
17. Posoqueria robusta Hammel & C.M.Taylor
18. Posoqueria tarairensis C.M.Taylor & Cortes-Ballen
19. Posoqueria trinitatis DC.
20. Posoqueria velutina Standl.
21. Posoqueria williamsii Steyerm.